# Jewgeni Andrejewitsch Wassjukow
Jewgeni Andrejewitsch Wassjukow (russisch Евге́ний Андре́евич Васюко́в, engl. Transkription Yevgeniy Vasyukov; * 5. März 1933 in Moskau; † 10. Mai 2018) war ein sowjetischer, später russischer Schachspieler mit dem Titel eines Großmeisters.

## Erfolge

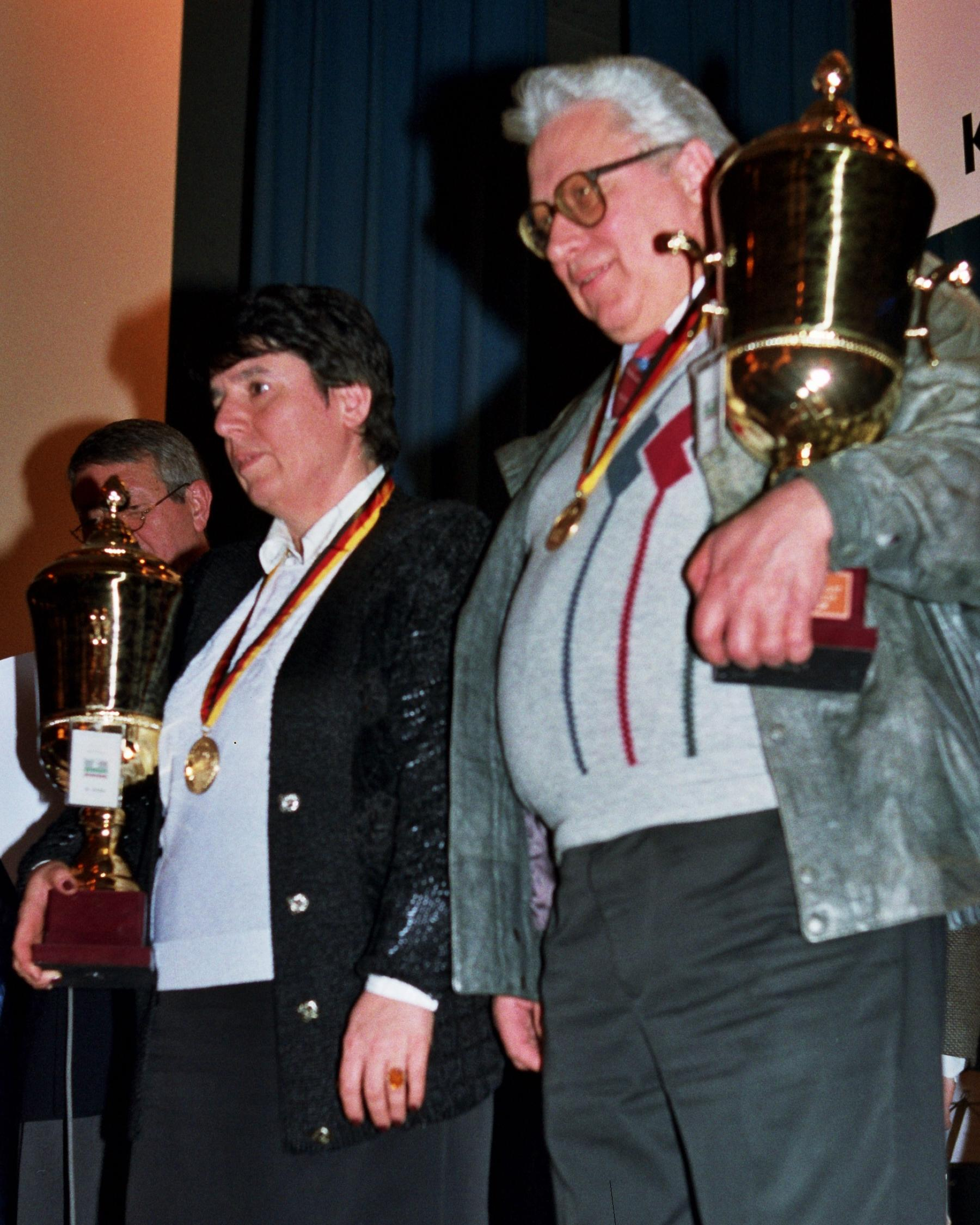
Gaprindaschwili und Wassjukow, Siegerehrung 1995 in Bad Liebenzell

Im Jahre 1958 wurde ihm von der FIDE der Internationale Meistertitel verliehen, 1961 dann der Großmeistertitel.
Seit 2010 trug er dazu den Titel FIDE Senior Trainer.
Wasjukow gewann 1955, 1958, 1960, 1962 (geteilt), 1972 und 1978 die Meisterschaft von Moskau.
Weitere Turniererfolge:
- 1962 Lasker Memorial Berlin: 1. Platz
- 1965 Rubinstein Memorial: 1. Platz
- 1968 Reykjavík: 1. Platz
- 1974 Manila: 1. Platz

Im Januar 1976 erreichte er seine höchste Elo-Zahl von 2580. Er lag damit auf dem 17. Platz der Weltrangliste gleichauf mit Wassili Smyslow und Paul Keres (Keres war bereits im Juni 1975 verstorben, allerdings wurden seine letzten Turnierpartien erst für die Elo-Liste vom Januar 1976 ausgewertet).
Bei der Schachweltmeisterschaft der Senioren 1995 gewann Wassjukow in Bad Liebenzell den Titel des Seniorenweltmeisters. Im Jahre 2014 gewann Wassjukow die russische Seniorenmeisterschaft in Lesnoi Gorodok.
Bis ins hohe Alter nahm Wassjukow noch an Schachturnieren teil. Bei seinem Tod mit 85 Jahren hatte er eine Elo-Zahl von 2400.

## Vereine
In der sowjetischen Vereinsmeisterschaft spielte Wassjukow 1954 für Krylia Sowetow, 1961 für Trud, danach für den ZSKA Moskau, mit dem er 1966 sowjetischer Vereinsmeister wurde, sowie 1986 und 1990 den European Club Cup gewann.

## Partiebeispiel
In der ersten Runde des Aeroflot Open 2002 gewann Wassjukow gegen Loek van Wely. Er erhielt dafür den Preis für die beste Partie in Band 84 des Schachinformator.
Wassjukow - van Wely
Sizilianische Verteidigung, B53
1. e2–e4 c7–c5 2. Sg1–f3 d7–d6 3. d2–d4 c5xd4 4. Dd1xd4 Sb8–c6 5. Lf1–b5 Lc8–d7 6. Lb5xc6 Ld7xc6 7. Sb1–c3 Sg8–f6 8. Lc1–g5 e7–e6 9. 0–0–0 Lf8–e7 10. Th1–e1 0–0 11. Kc1–b1 Dd8–a5 12. Dd4–d2 Da5–a6 13. Sf3–d4 Tf8–c8 14. f2–f4 h7–h6 15. h2–h4 Da6–c4 16. g2–g4 Kg8–f8 17. f4–f5 h6xg5 18. h4xg5 Sf6–d7 19. f5xe6 Sd7–e5 20. Te1–h1 f7xe6 21. b2–b3 Dc4–b4 22. Th1–h8+ Kf8–f7 23. Dd2–f4+ Le7–f6 24. Th8–h7 Kf7–g8 25. g5xf6 Kg8xh7 26. Df4–g5 Tc8–c7 27. Sd4xe6 Ta8–c8 28. f6xg7 Kh7–g8 29. Td1–h1 Lc6xe4 30. Th1–h8+ Kg8–f7 31. Se6xc7 Dc4xc3 32. g7–g8D+ 1:0